# Acampe praemorsa
Acampe praemorsa é uma espécie pertencente à família das orquídeas (Orchidaceae). Trata-se de planta muito variável, e por esta razão foi descrita inúmeras vezes com muitos nomes diferentes; encontra-se dispersa pela Índia, Sri Lanka e Myanmar.